# Guaraciaba do Norte (kommun)
Guaraciaba do Norte är en kommun i Brasilien.   Den ligger i delstaten Ceará, i den östra delen av landet, 1 500 km nordost om huvudstaden Brasília. Antalet invånare är 37 777.
Följande samhällen finns i Guaraciaba do Norte:
- Guaraciaba do Norte

Omgivningarna runt Guaraciaba do Norte är huvudsakligen savann. Runt Guaraciaba do Norte är det ganska tätbefolkat, med 67 invånare per kvadratkilometer.